# Балиманов, Джабай
Джабай Балиманов (узб. Jabay Balimanov, каз. Жабай Балиманов; 1893, Каракамыш, Тургайская область, Российская империя — 6 августа 1966) — старший чабан колхоза «Актау» (позже колхоз им. Джабая Балиманова) Тамдынского района Бухарской области Узбекской ССР.
Дважды Герой Социалистического Труда (1951, 1958).

## Биография
Родился в 1893 году в селе Каракамыш, ныне Актюбинской области Казахстана. По национальности — казах.
В 1950 году бригада Джабая Балиманова обслуживала отару с 501 овцематкой. В этом году бригада вырастила в среднем по 127 ягнят к отбивке от каждой сотни овцематок и получила 86 % шкурок каракуля первого сорта. Указом Президиума Верховного Совета СССР от 7 июля 1951 года был удостоен звания Героя Социалистического Труда с вручением ордена Ленина и золотой медали «Серп и Молот» «за достижение высоких показателей в животноводстве в 1950 году при выполнении колхозом обязательных поставок государству, контрактации, натуроплаты за работу МТС и плана прироста поголовья по каждому виду продуктивного скота и птицы».
В 1957 году от каждой сотни овцематок было получено в среднем по 132 ягнёнка и в 1963 году — по 170 ягнят. Выход каракуля 1-го сорта в 1957 году составил 94 %, в 1963 году — 89,2 %. 6 августа 1958 года был удостоен второго звания Героя Социалистического труда «за достижение высоких показателей в овцеводстве, получение высокого выхода ягнят, шкурок каракуля высокого качества и сохранения поголовья овец, а также за активное участие в практическом обучении молодых чабанов».
Неоднократно участвовал во Всесоюзной выставке ВДНХ. Избирался депутатом Верховного Совета Узбекской ССР 4-го созыва.
Награды
- Дважды Герой Социалистического Труда (07.07.1951; 06.08.1958)
- 3 ордена Ленина
- Орден «Знак Почёта» (01.10.1945)
- 6 медалей ВДНХ, в том числе три золотые.

Память
В 1961 году в родном ауле Джабая был установлен бюст прославленного чабана.